# Otwock
Otwock é um município da Polônia, na voivodia da Mazóvia e no condado de Otwock. Estende-se por uma área de 47,31 km², com 44 873 habitantes, segundo os censos de 2017, com uma densidade de 948,5 hab/km².